# سیارک ۵۵۵۶۱
سیارک ۵۵۵۶۱ (به انگلیسی: 55561 Madenberg، نامگذاری:2002AF9) پنجاه و پنج هزار و پانصد و شصت و یکمین سیارک کشف شده‌است که در ۹ ژانویه ۲۰۰۲ کشف شد.